# クリストフ・ヴィリバルト・グルック
クリストフ・ヴィリバルト・グルック（Christoph Willibald (von) Gluck, 1714年7月2日 - 1787年11月15日）は、現在のドイツに生まれ、現在のオーストリアとフランスで活躍したオペラの作曲家。現在では『オルフェオとエウリディーチェ』を代表とするいくつかのオペラが上演されるに過ぎないが、西洋音楽史上では「オペラの改革者」として名を残している。ほかにバレエ音楽や器楽曲も手懸けた。
ドイツ語オペラは書いていないが、クロプシュトックの詩などに曲をつけたドイツ語作品は存在する。

## 生涯

### 初期
バイエルン・オーバープファルツのエーラスバッハ出身。父親はボヘミア系の貴族ロプコヴィツ家に仕える林務官だった。少年時代についてはあまりよくわかっていないが、父親についてボヘミア各地を転々としていたらしい。18歳の時プラハ大学で音楽と哲学を学んだ。
おそらく代々仕えてきたボヘミアのロプコヴィッツ家の支援を受け、20歳のころにウィーンのロプコヴィッツ家の邸宅で働くようになった。ここで会ったミラノのメルツィ公爵に雇われてミラノへ行き、ここでサンマルティーニに学んだと言われ、実際に影響を受けたようである。1741年にミラノでメタスタージオ台本による最初のオペラ『アルタセルセ』（Artaserse）を上演し、以後の5年間に少なくとも8つのオペラを上演している。この時期の作品は、かなり保守的なイタリア語のオペラ・セリアであった。
1745年にはミドルセックス卿に呼ばれてロンドンを訪れ、ジャコバイトの乱に立ち向かうイギリス軍を鼓舞する作品『巨人の没落』を1746年1月7日にヘイマーケット劇場で上演しているが、イギリスではあまり成功しなかった。1747年にはバイエルンとザクセンの両選帝侯家の結婚を祝うオペラ・セレナーデ『ヘラクレスとヘベの結婚』を作曲し、ドレスデンで初演した。翌1748年にはウィーンでマリア・テレジアの誕生日とアーヘンの和約の成立を祝うためにオペラ『セミラーミデ』をブルク劇場で上演し、大成功した。この作品はメタスタージオの台本で、過去にレオナルド・ヴィンチ、ヨハン・アドルフ・ハッセらによって作曲されたことがあったが、それらとは大きく異なるグルックの音楽をメタスタージオは「非常に野蛮で耐え難い音楽」と評し、拒絶反応を示したという。その後1749年から1752年にかけてコペンハーゲン、プラハ、ナポリなどを広く旅して各地でオペラを上演したが、その間1750年に裕福なウィーンの銀行家の娘と結婚して経済的に自立したグルックは以後ウィーンに定住した。

### ウィーン
当時ウィーンの宮廷劇場の監督であったジャコモ・ドゥラッツォは、1764年に監督を解任されるまでの間にグルックと協力して新作のオペラを上演していった。この時代にグルックのもっとも代表的なイタリア語の改革オペラが書かれた。当時のブルク劇場はまたフランスオペラ座も擁していたが、ドゥラッツォはパリの有名な脚本作家ファヴァール (Charles Simon Favart) らとつきあいがあり、彼らを通じてパリのオペラ・コミック作品のセリフ部分を受け取り、音楽をグルックやシュタルツァー (Josef Starzer) に作曲させた。特に七年戦争中は予算の関係でイタリアオペラはめったに上演できず、この時期にグルックはフランスのオペラ・コミックに集中した。
1756年にローマ教皇ベネディクトゥス14世により黄金拍車勲章を授与され、これ以降は「騎士グルック」（独: Ritter von Gluck, 仏: Chevalier de Gluck）の称号を用いた。

### オペラ改革
1761年以降、グルックは台本作家のラニエーリ・デ・カルツァビージと協力し、最も有名なバレエ音楽『ドン・ジュアン』（Don Juan, 1761年）と代表作のオペラ『オルフェオとエウリディーチェ』（1762年）を作曲した。これらはいずれも様式上の変化を表しており、その頂点はやはりカルツァビージのリブレットによるオペラ『アルチェステ』（Alceste, 1767年）において全面的に示される。この作品では、オペラの新しい様式についてのグルックの考え方が表面上に展開されている。出演するスター歌手よりも作品が重視され、レチタティーヴォはセッコを取り除いて、すべて劇的に構成されたレチタティーヴォ・アッコンパニャートにして演技に割り込まないようにするというのがグルックの考えであった。それが、オペラ改革につながった。その結果生じた、より流麗で劇的な作曲様式は、リヒャルト・ワーグナーの楽劇の先駆と看做されている。

### パリ
しかし、グルックのオペラ改革は、作曲者の生前は議論の的であった。在ウィーンのフランス大使であったデュ・ルーレ (François-Louis Gand Le Bland Du Roullet) はグルックをパリに招くことを企画し、みずからラシーヌの悲劇をカルツァビージの協力のもとでリブレット化した。グルックは1773年にパリに到着し、1774年4月19日に『オーリードのイフィジェニー』（Iphigénie en Aulide）が、8月2日には改訂された『オルフェオとエウリディーチェ』が上演されて大成功したが、評論家の意見は評価をめぐって二分した。一方はグルックの新様式を褒めそやし、もう一方はグルックを悪しざまに罵り、より伝統的なニコロ・ピッチンニのオペラを支持した。これはかつてのブフォン論争の形を変えた再燃でもあった。2人の作曲家同士が論争に巻き込まれることはなかったものの、グルックが依頼されて作曲中のオペラ『ロラン』の台本に、ピッチンニも作曲するよう依頼されたことを知ると、グルックは怒って自分の原稿を廃棄した。
グルックはついで『アルチェステ』をパリ公演用に改訂し、新たに『アルミード』を作曲した。1776年4月22日の『アルチェステ』パリ初演では聴衆に理解されず、理解されるまで何度も再演する必要があった。『アルミード』は翌1777年9月23日に、『トーリードのイフィジェニー』（Iphigénie en Tauride）は1779年5月18日に初演され、とくに後者で大成功した。グルックはさらに『エコーとナルシス』を1779年9月24日に初演したが、これは聴衆に理解されず、健康を害したグルックはこれを最後にウィーンに戻った。

### 晩年
その後のグルックは宮廷音楽家として小規模な作品の作曲を続けたが、ほとんど引退したも同然だった。ただし、フランス宮廷に対抗して年俸は2000フロリンと高額であった。1787年にウィーンで他界し、ウィーン中央墓地に埋葬されている。彼の死に伴い、後任には親交があったモーツァルトが任命された。モーツァルトの年俸は800フロリンであったことが後世では批判されるが、現在では自由な活動を認める奨励金という性格及び当時31歳という年齢が要因であると考えられるようになっている。
35曲ほどの完成されたオペラと、いくつかのバレエ音楽と器楽曲がある。ベルリオーズはグルックの心酔者であり、重要な影響を受けている。

## 主要作品
グルックの作品番号としては、カール・フィリップ・エマヌエル・バッハの場合と同様に20世紀はじめのアルフレッド・ヴォトケンヌ (Alfred Wotquenne) によるヴォトケンヌ番号(Wq)が使われる。

### オペラ
- アルタメーネ Wq.4 （Artamene, 1743年） - 3幕のオペラ
- 奴隷の娘 Wq.6 （La finta schiava, 1744年） - オペラ・セリア、数人のパスティッチョ
- 巨人の没落 Wq.10 （La caduta dei giganti, 1746年ロンドン） - 2幕のパスティッチョ
- ヘラクレスとヘベの結婚（英語版） Wq.12 （Le nozze d'Ercole e d'Ebe, 1747年ドレスデン） - オペラ・セレナーデ
- セミラーミデ Wq.13 （Semiramide riconosciuta, 1748年ウィーン）
- 神々の闘い Wq.14 （La contesa de' numi, 1749年コペンハーゲン） - 2幕のオペラ
- エツィオ（英語版） Wq.15 （Ezio, 1749年プラハ） - 3幕のオペラ 〈1763年に改訂版上演〉
- 皇帝ティートの慈悲（英語版） Wq.16 （La Clemenza di Tito, 1752年ナポリ、サン・カルロ劇場） - 3幕のオペラ
- 中国の女たち Wq.18 （Le cinesi, 1754年シュロスホーフ） - 1幕のオペラ
- メルラン島、または逆世界（英語版） Wq.23 （L'île de Merlin, ou Le monde renversé, 1758年ウィーン、シェーンブルン宮殿） - 1幕のオペラ・コミック
- 包囲されたシテール（初版） Wq.26 （La Cythère assiégée, 1759年ウィーン）
- テティデ（英語版） Wq.27 （Tetide, 1760年ウィーン、ホーフブルク宮殿） - 2幕のオペラ
- 欺かれた回教の裁判官（英語版） Wq.29 （Le Cadi dupé, 1761年ウィーン） - 1幕のオペラ・コミック
- 予期せぬ邂逅、またはメッカの巡礼者たち Wq.32 （La rencontre imprévue, ou Les pèlerins de la Mecque, 1764年ウィーン） - 3幕のオペラ・コミック
- オルフェオとエウリディーチェ Wq.30（ウィーン版） / Wq.41（パリ版） （Orfeo ed Euridice, 1762年（ウィーン版） / Orphée et Eurydice, 1774年（パリ版）） - 3幕のドラマ・エロイコ
- 冠（英語版） Wq.35 （La corona, 1756年ウィーン、シェーンブルン宮殿） - 1幕のファルサ (azione teatrale)
- プロローグ Wq.36 （Il prologo, 1767年フィレンツェ）
- アルチェステ Wq.37 / Wq.44（改訂版） （Alceste, 1767年ウィーン / 改訂版1776年パリ） - 3幕のオペラ・セリア
- パリーデとエレーナ（英語版）Wq.39 （Paride ed Elena, 1770年ウィーン） - 5幕のオペラ・セリア
- 包囲されたシテール（フランス語版）（改訂版） Wq.43 （La Cythère assiégée, 1775年パリ) - オペラ・バレエ
- オーリードのイフィジェニー Wq.40 （Iphigénie en Aulide, パリ初演1774年4月19日) - 3幕のオペラ（リブレットはジャン・ラシーヌの原作に基づいてフランソワ＝ルイ・ガン・ル・ブラン・デュ・ルレが作成）
- アルミード Wq.45 （Armide, 1777年パリ）- 5幕のオペラ（リブレットはフィリップ・キノー）
- トーリードのイフィジェニー（タウリスのイフィゲニア） Wq.46 （Iphigénie en Tauride, 1778年-1779年パリ) - 4幕のオペラ
- エコーとナルシス（英語版） Wq.47 （Echo et Narcisse, 1779年パリ / 改訂版1780年 / 再改訂版1781年） - 3幕のオペラ（ドラム・リリック）

### バレエ音楽
- 中国の孤児 Wq.51 （L'orfano della China, 1761年初演） - 偽作
- ドン・ファン Wq.52 （Don Juan, 1761年初演） - パントマイム
- 包囲されたシテール （La Citera assediata, 1762年初演） - 3幕のバレエ。Wq.26のバレエ版 (音楽は逸失)
- アレッサンドロ （Alessandro）または、アレッサンドロとロクサーヌの愛 （Les amours d'Alexandre et de Roxane, 1764初演）
- セミラミス Wq.56 （Sémiramis, 1765年初演） - 1幕のバレエ

### 管弦楽曲、協奏曲
- 行進曲 ト長調 （作曲年不詳）
- 17のシンフォニア （作曲年不詳）
- フルート協奏曲 ト長調 （疑作の説あり）

### 室内楽曲
- 6つのソナタ （6 Sonatas, 1746年出版） - 2つのヴァイオリンと通奏低音のための
- 2つのトリオ・ソナタ （2 Trio Sonata, 作曲年不詳） - 2つのヴァイオリンと通奏低音のための

### 宗教曲
- 深き淵より （De profundis, 1787年出版）
- 2つのモテット （Motets, 1779年以前出版）

### 世俗声楽曲
- 讃歌と歌曲 （1773年-1785年頃） - 全7曲、F.G.クロプシュトックの詞
- 若者 （1775年出版）
- 死への讃歌 （1783年）
- 夏の夜 （1785年出版）